# WTA Premier Tournaments
WTA Premier Tournaments, oficiálně Premier, byla tenisová kategorie ženského profesionálního okruhu WTA Tour, hraná v sezónách 2009–2020, která sloučila dvě bývalé kategorie Tier I a Tier II. Níže postavené kategorie Tier III a Tier IV byly od roku 2009 spojeny a nahrazeny kategorií WTA International.
V poslední úplně odehrané sezóně 2019, v níž kategorie existovala, tato úroveň zahrnovala 21 turnajů na čtyřech kontinentech. Nejvíce událostí – sedm turnajů se konalo v Evropě, v Asii jich probíhalo šest a na americkém kontinentu pět. Úvodní dvě akce roku se uskutečnily v australských městech Brisbane a Sydney, jehož pořadatelství od sezóny 2020 získalo jihoaustralské Adelaide. V roce 2019 došlo k ukončení newhavenského turnaje Connecticut Open, jenž byl v únoru 2019 nahrazen zářijovým Zhengzhou Open s milionovou dotací v čínském Čeng-čou. Miami Masters se přestěhoval z ostrovního Crandon Parku v Key Biscayne do Miami Gardens. 
Sezónu 2020 ovlivnila pandemie koronaviru, která mezi březnem až srpnem způsobila pětiměsíční přerušení okruhu a zmrazení žebříčků. Následkem toho došlo k přeložení a zrušení řady turnajů. Do kategorie Premier byly nově zařazeny Adelaide International a obnovený German Open v Berlíně, který se však neodehrál. Sezóna nakonec čítala pouze 8 událostí Premier včetně dodatečně zařazeného J&T Banka Ostrava Open v Ostravar Aréně.
Kategorie Premier zanikla s nástupem sezóny 2021, kdy nejnižší úroveň Premier 700 nahradila kategorie WTA 500. U dvou vyšších úrovní Premier Mandatory a Premier 5 pak došlo ke sloučení do kategorie WTA 1000. Jedním z cílů bylo sjednocení číselných hodnot v názvech s kategoriemi mužského okruhu ATP Tour.

## Úrovně kategorie
WTA Premier zahrnovaly tři kvalitativní úrovně rozdělené podle bodového hodnocení a dotace:
- Premier Mandatory – 4 turnaje – nejvýše postavená úroveň obsahující čtyři turnaje. Účastnit se ji mohly všechny hráčky první desítky žebříčku WTA, respektive vyžadován je jejich povinný start (mandatory). Vítězky dvouhry a čtyřhry získávaly 1 000 bodů.[7] Dotace na turnaj v roce 2019 činily 9 035 428 dolarů, u Madrid Open pak 7 021 128 eur,
- Premier 5 – 5 turnajů – středně postavená úroveň obsahující pět turnajů. Účastnit se ji mohlo nejvýše sedm z deseti hráček první desítky žebříčku WTA. Vítězky dvouhry a čtyřhry získávaly 900 bodů.[7] Dotace na turnaj v roce 2019 činily 2 828 000 dolarů až 3 452 538  eur,
- Premier 700, zkráceně Premier – 12 turnajů – nejníže postavená úroveň obsahující dvanáct turnajů. Účast není regulována hráčskou smlouvou WTA. Vítězky dvouhry a čtyřhry získávaly 470 bodů.[7] Dotace na turnaj v roce 2019 činily 823 000 až 1 032 000 dolarů.

V rámci kategorií stály turnaje Premier pod Grand Slamem, kde šampionky získávaly 2 000 bodů a závěrečným Turnajem mistryň, z něhož si mohly neporažené vítězky připsat 1 500 bodů. Nižší úrovní okruhu pak byla kategorie WTA International s 280 body pro vítězky.

## Turnajová listina
| Plánovaný kalendář 2020 kategorie Premier                         | Plánovaný kalendář 2020 kategorie Premier   | Plánovaný kalendář 2020 kategorie Premier | Plánovaný kalendář 2020 kategorie Premier | Plánovaný kalendář 2020 kategorie Premier | Plánovaný kalendář 2020 kategorie Premier | Plánovaný kalendář 2020 kategorie Premier |
| Turnaj                                                            | komerční název                              | úroveň                                    | místo                                     | stát                                      | povrch                                    | tenisový areál                            |
| ----------------------------------------------------------------- | ------------------------------------------- | ----------------------------------------- | ----------------------------------------- | ----------------------------------------- | ----------------------------------------- | ----------------------------------------- |
| Brisbane                                                          | Brisbane International presented by Suncorp | Premier                                   | Brisbane                                  | Austrálie                                 | tvrdý                                     | Tennyson Tennis Centre                    |
| Adelaide                                                          | Adelaide International                      | Premier                                   | Adelaide                                  | Austrálie                                 | tvrdý                                     | Memorial Drive Tennis Centre              |
| Petrohrad                                                         | St. Petersburg Ladies Trophy                | Premier                                   | Petrohrad                                 | Rusko                                     | tvrdý (h)                                 | Sibur Arena                               |
| Dauháa)                                                           | Qatar Total Open                            | Premier                                   | Dauhá                                     | Katar                                     | tvrdý                                     | Khalifa International Tennis Complex      |
| Dubaja)                                                           | Dubai Duty Free Tennis Championships        | Premier 5                                 | Dubaj                                     | SAE                                       | tvrdý                                     | Aviation Club Tennis Centre               |
| Indian Wells                                                      | BNP Paribas Open                            | Pr. Mandatory                             | Indian Wells                              | Spojené státy                             | tvrdý                                     | Indian Wells Tennis Garden                |
| Miami                                                             | Miami Open presented by Itaú                | Pr. Mandatory                             | Miami Gardens                             | Spojené státy                             | tvrdý                                     | Hard Rock Stadium                         |
| Charleston                                                        | Volvo Car Open                              | Premier                                   | Charleston                                | Spojené státy                             | antuka                                    | Family Circle Tennis Center               |
| Stuttgart                                                         | Porsche Tennis Grand Prix                   | Premier                                   | Stuttgart                                 | Německo                                   | antuka (h)                                | Porsche-Arena                             |
| Madrid                                                            | Mutua Madrid Open                           | Pr. Mandatory                             | Madrid                                    | Španělsko                                 | antuka                                    | Park Manzanares                           |
| Řím                                                               | Internazionali BNL d'Italia                 | Premier 5                                 | Řím                                       | Itálie                                    | antuka                                    | Foro Italico                              |
| Berlín                                                            | bett1open                                   | Premier                                   | Berlín                                    | Německo                                   | tráva                                     | LTTC Rot-Weiß                             |
| Birmingham                                                        | Nature Valley Classic                       | Premier                                   | Birmingham                                | Velká Británie                            | tráva                                     | Edgbaston Priory Club                     |
| Eastbourne                                                        | Nature Valley International Eastbourne      | Premier                                   | Eastbourne                                | Velká Británie                            | tráva                                     | Devonshire Park Lawn Tennis Club          |
| San José                                                          | Mubadala Silicon Valley Classic             | Premier                                   | San José                                  | Spojené státy                             | tvrdý                                     | San José State University                 |
| Kanada                                                            | Coupe Rogers presented by National Bank     | Premier 5                                 | Toronto / Montréal                        | Kanada                                    | tvrdý                                     | Aviva Centre / IGA Stadium                |
| Cincinnati                                                        | Western & Southern Open                     | Premier 5                                 | Mason                                     | Spojené státy                             | tvrdý                                     | Lindner Family Tennis Center              |
| Čeng-čou                                                          | Zhengzhou Open                              | Premier                                   | Čeng-čou                                  | Čína                                      | tvrdý                                     | Čengčouské tenisové centrum               |
| Tokio                                                             | Toray Pan Pacific Open                      | Premier                                   | Tokio                                     | Japonsko                                  | tvrdý                                     | Ariake Coliseum                           |
| Wu-chan                                                           | Wuhan Open                                  | Premier 5                                 | Wu-chan                                   | Čína                                      | tvrdý                                     | Optics Valley International Tennis Center |
| Peking                                                            | China Open                                  | Pr. Mandatory                             | Peking                                    | Čína                                      | tvrdý                                     | Národní tenisové centrum                  |
| Moskva                                                            | VTB Kremlin Cup by Bank of Moscow           | Premier                                   | Moskva                                    | Rusko                                     | tvrdý (h)                                 | Olympijský stadion                        |
| Dodatečně zařazené turnaje 2020                                   |                                             |                                           |                                           |                                           |                                           |                                           |
| Ostrava                                                           | J&T Banka Ostrava Open                      | Premier                                   | Ostrava                                   | Česko                                     | tvrdý (h)                                 | Ostravar Aréna                            |
| a) – rotující každoroční výměna kategorie Premier 700 a Premier 5 |                                             |                                           |                                           |                                           |                                           |                                           |

## Vyřazené turnaje před závěrečnou sezónou
| Turnaje kategorie Premier 2009–2019 | Turnaje kategorie Premier 2009–2019               | Turnaje kategorie Premier 2009–2019 | Turnaje kategorie Premier 2009–2019 | Turnaje kategorie Premier 2009–2019 | Turnaje kategorie Premier 2009–2019 | Turnaje kategorie Premier 2009–2019 | Turnaje kategorie Premier 2009–2019 |
| turnaj                              | komerční název                                    | úroveň                              | místo                               | stát                                | povrch                              | tenisový areál                      | období                              |
| ----------------------------------- | ------------------------------------------------- | ----------------------------------- | ----------------------------------- | ----------------------------------- | ----------------------------------- | ----------------------------------- | ----------------------------------- |
| Los Angeles                         | LA Women's Tennis Championships                   | Premier                             | Los Angeles                         | USA                                 | tvrdý                               | The Home Depot Center               | 2009                                |
| Varšava                             | Polsat Warsaw Open                                | Premier                             | Varšava                             | Polsko                              | antuka                              | CWKS Legia Warszawa                 | 2009–2010                           |
| Brusel                              | Open de Bruxelles                                 | Premier                             | Brusel                              | Belgie                              | antuka                              | Royal Primerose Tennis Club         | 2011–2013                           |
| Carlsbad                            | Southern California Open                          | Premier                             | San Diego                           | Spojené státy                       | tvrdý                               | La Costa Resort and Spa             | 2010–2013                           |
| Paříž                               | Open GDF Suez                                     | Premier                             | Paříž                               | Francie                             | tvrdý (h)                           | Stade Pierre de Coubertin           | 2009–2014                           |
| Antverpy                            | BNP Paribas Fortis Diamond Games                  | Premier                             | Antverpy                            | Belgie                              | tvrdý (h)                           | Sportpaleis                         | 2015                                |
| New Haven                           | Connecticut Open presented by United Technologies | Premier                             | New Haven                           | Spojené státy americké              | tvrdý                               | Cullman-Heyman Tennis Center        | 2009–2018                           |
| Sydney                              | Sydney International                              | Premier                             | Sydney                              | Austrálie                           | tvrdý                               | NSW Tennis Centre                   | 2009–2019                           |

## Rozpis zisku bodů
Za postup do příslušného kola konkrétního turnaje získala tenistka předem stanovený počet bodů. Tabulka uvádí přidělované body hráčkám na turnajích okruhu WTA za jednotlivá kola v sezóně 2020.
| WTA Premier Mandatory (96S)                                                                                              | 1000 | 650 | 390 | 215 | 120 | 65 | 35 | 10 | 30 | –  | 20 | 2 |
| WTA Premier Mandatory (64S)                                                                                              | 1000 | 650 | 390 | 215 | 120 | 65 | 10 | –  | 30 | –  | 20 | 2 |
| WTA Premier Mandatory (28/32D)                                                                                           | 1000 | 650 | 390 | 215 | 120 | 10 | –  | –  | –  | –  | –  | – |
| WTA Premier 5 (56S) | 900  | 585 | 350 | 190 | 105 | 60 | 1  | –  | 30 | 20 | 12 | 1 |
| WTA Premier 5 (28D) | 900  | 585 | 350 | 190 | 105 | 1  | –  | –  | –  | –  | –  | – |
| WTA Premier (56S) | 470  | 305 | 180 | 100 | 55  | 30 | 1  | –  | 12 | –  | 8  | 1 |
| WTA Premier (32S) | 470  | 305 | 180 | 100 | 55  | 1  | –  | –  | 25 | 16 | 10 | 1 |
| WTA Premier (16D) | 470  | 305 | 180 | 100 | 1   | –  | –  | –  | –  | –  | –  |   |
| QV – vítězka kvalifikace, Q1–3 – 1. až 3. kolo kvalifikace, (xS/Q/D) – „x“ počet hráček dvouhry/kvalifikace/párů čtyřhry |      |     |     |     |     |    |    |    |    |    |    |   |

## Galerie

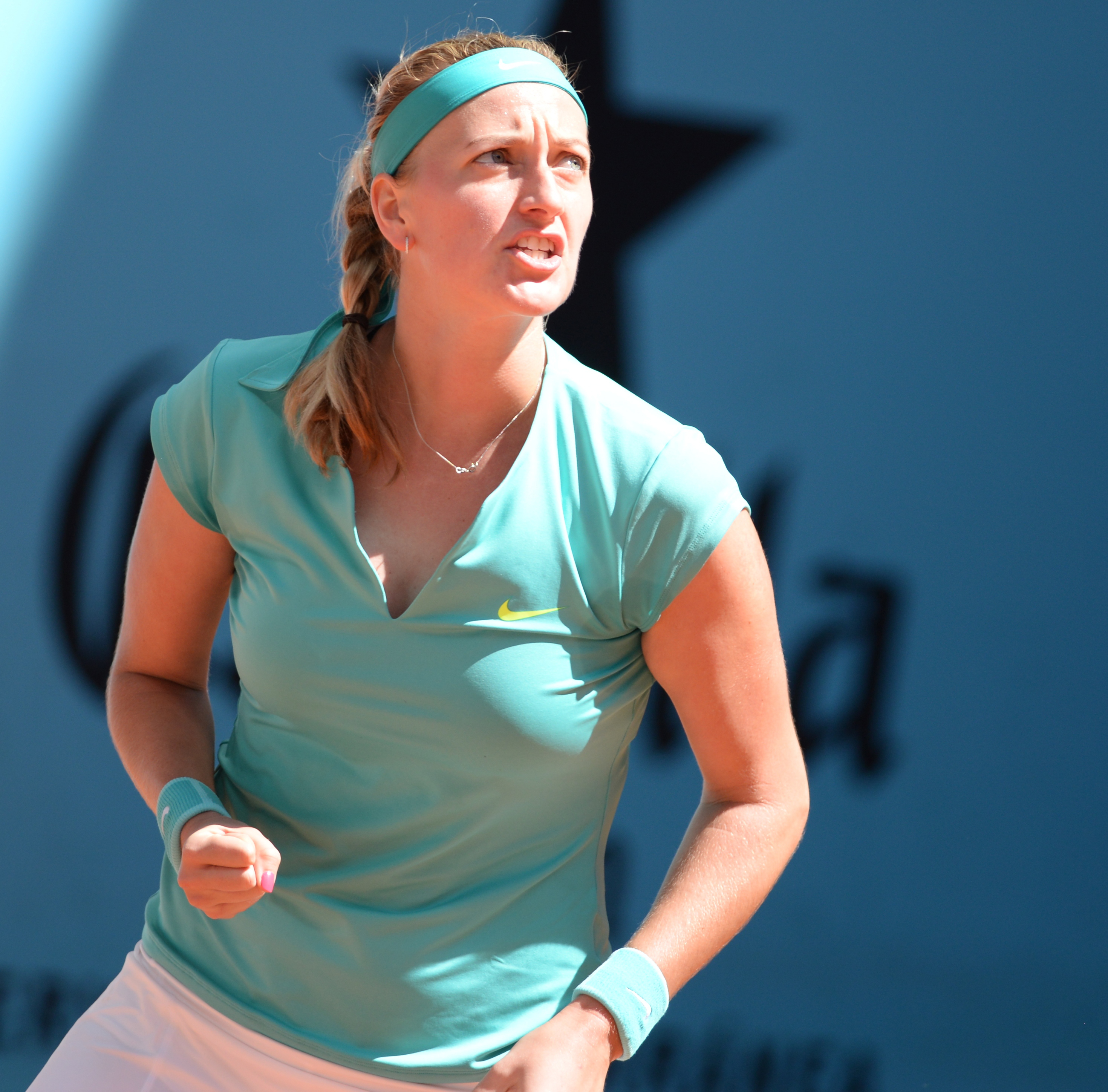
Petra Kvitová vyhrála v Madridu ročníky 2011, 2015 a 2018
Caroline Wozniacká zvítězila v Charlestonu 2011
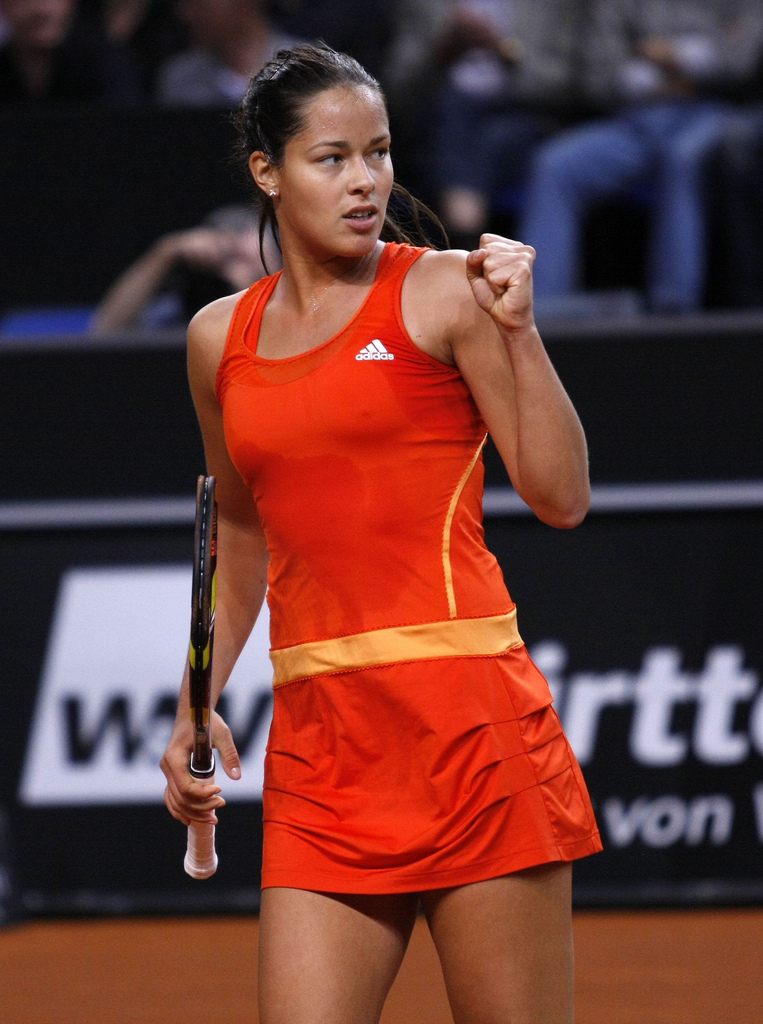
Ana Ivanovićová postoupila ve Stuttgartu 2014 do finále
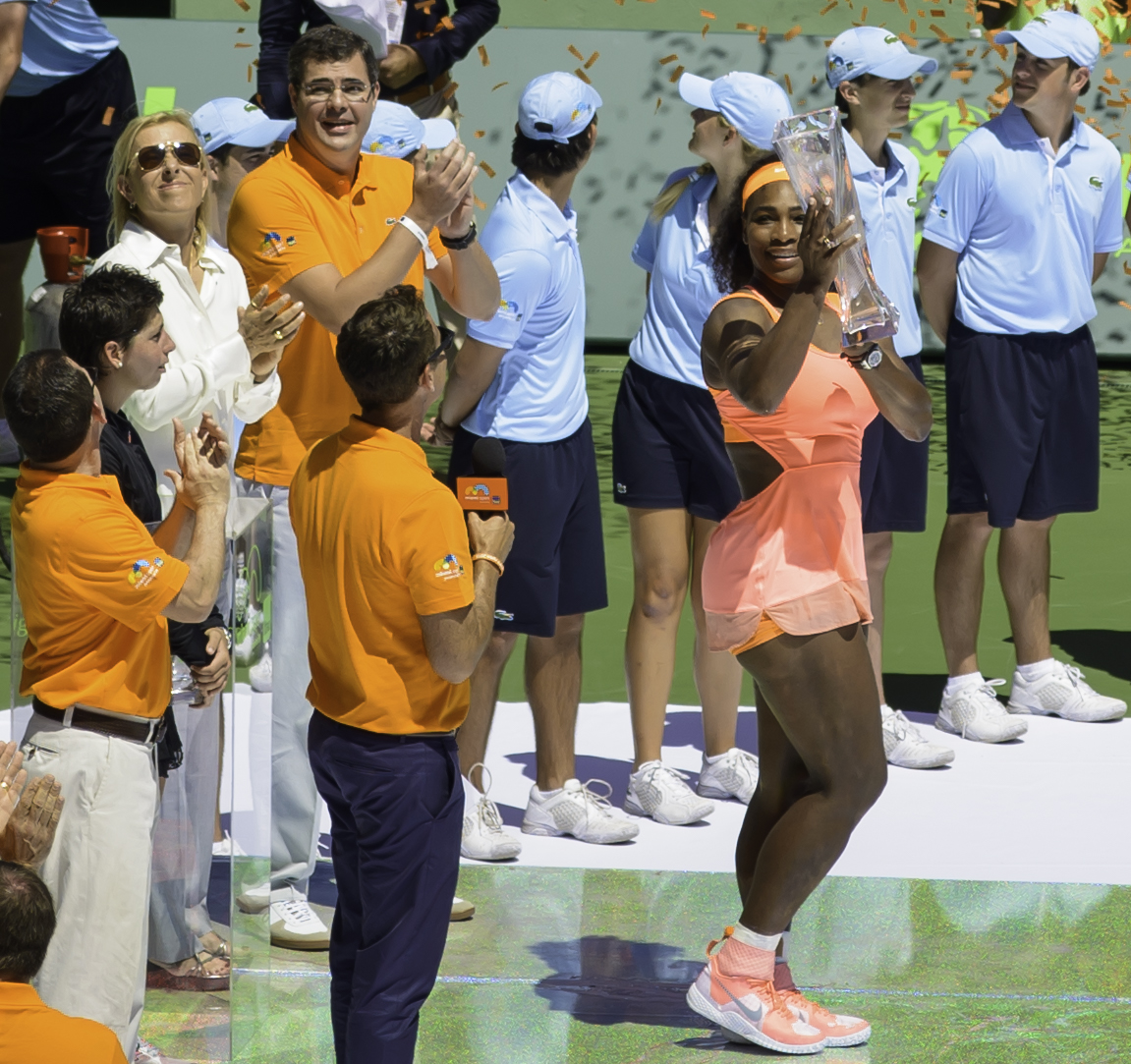
Serena Williamsová osmkrát vyhrála v Miami, naposledy v roce 2015
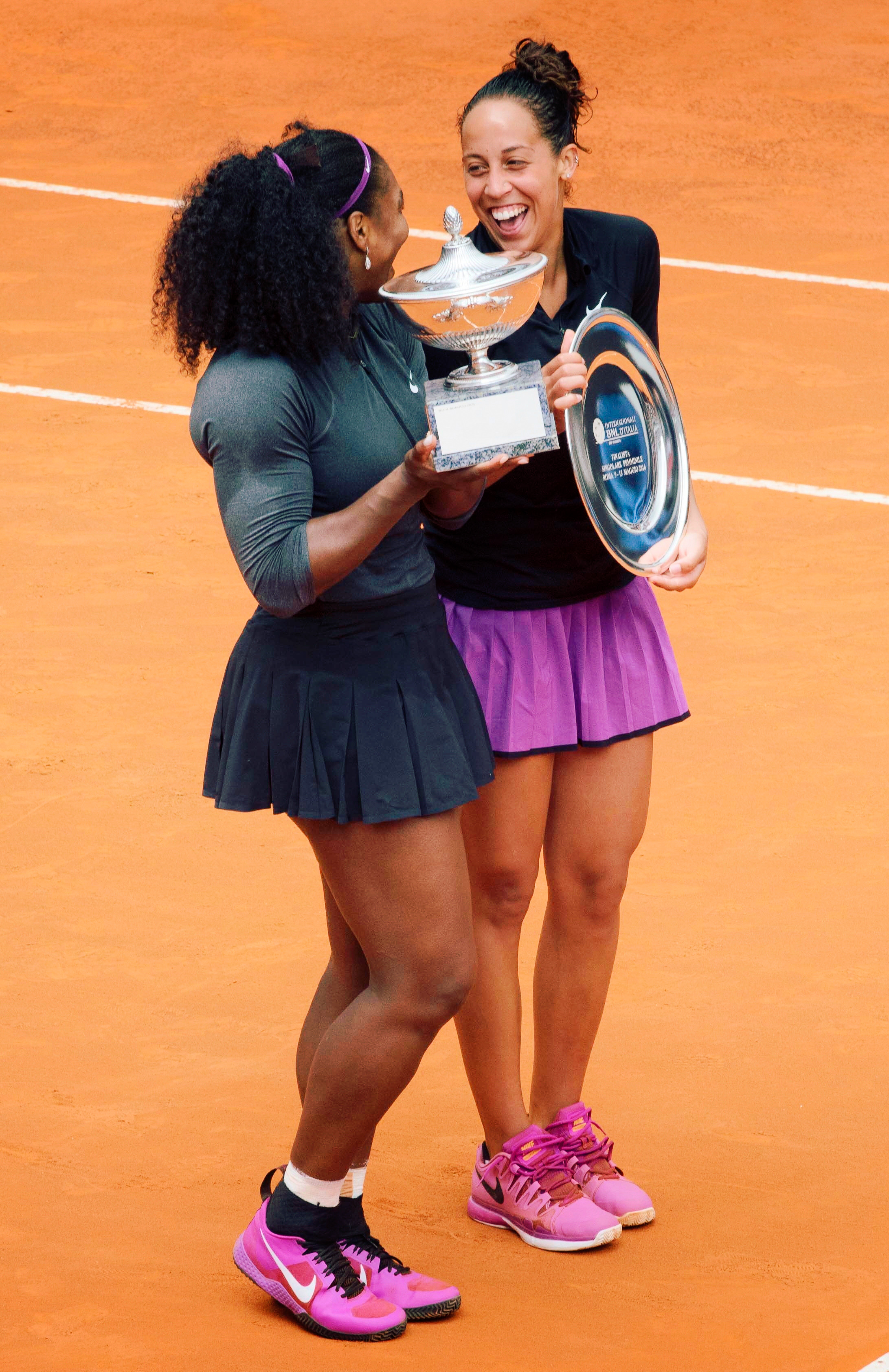
Vítězka Serena Williamsová a finalistka Madison Keysová v Římě 2016
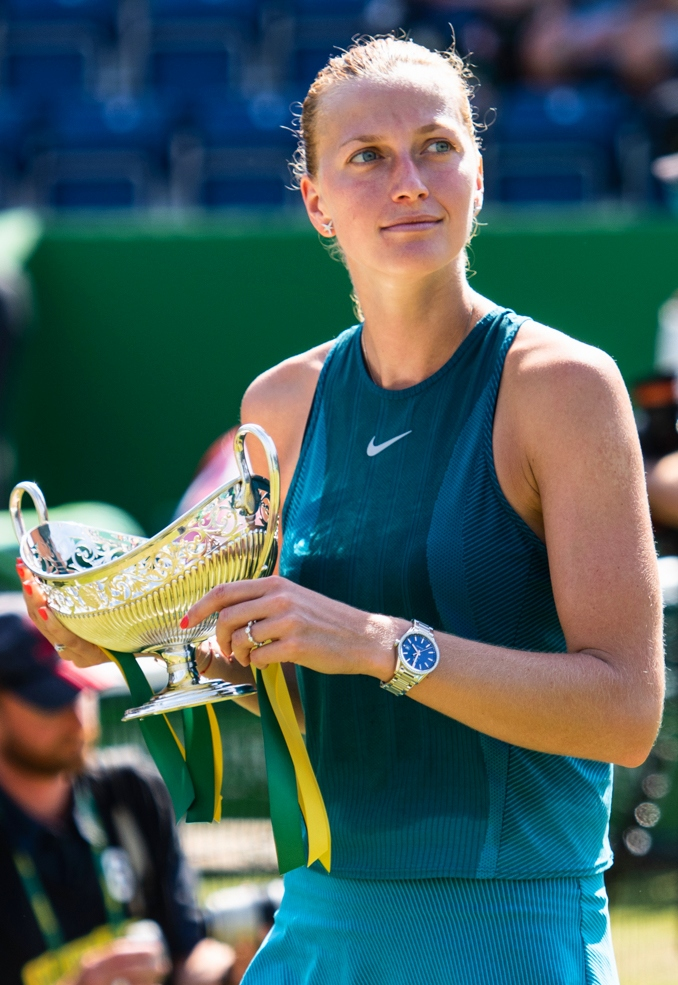
Petra Kvitová s pohárem Maud Watsonové po triumfu v Birminghamu 2018
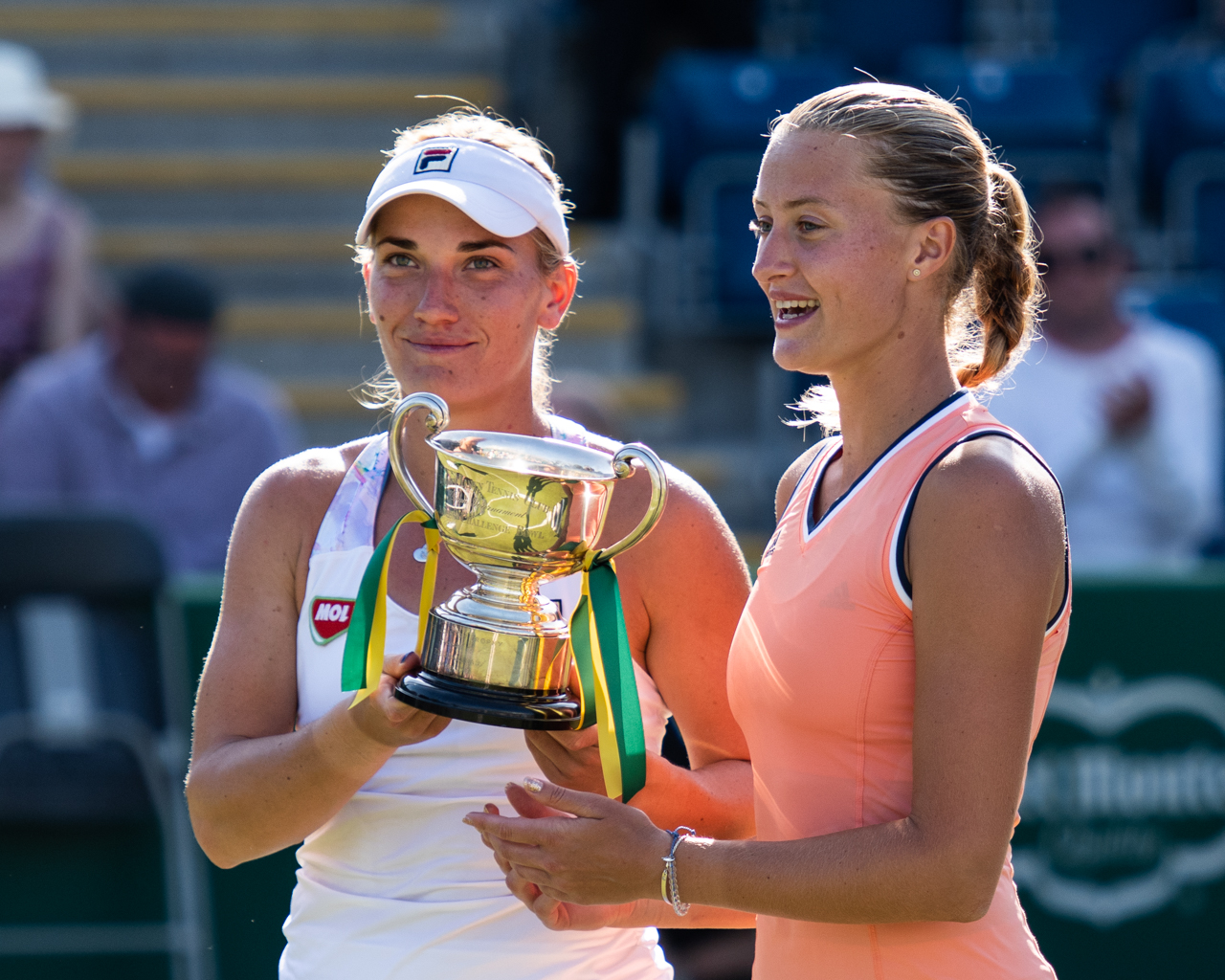
Šampionky birminghamské čtyřhry 2018, Tímea Babosová a Kristina Mladenovicová

## Vítězky dvouhry podle sezón

### Premier Mandatory
| Sezóna | Indian Wells       | Miami                | Madrid               | Peking               |
| ------ | ------------------ | -------------------- | -------------------- | -------------------- |
| 2009   | Zvonarevová (1/1)  | Azarenková (1/6)     | Safinová (1/1)       | Kuzněcovová (1/1)    |
| 2010   | Jankovićová (1/1)  | Clijstersová (1/1)   | Rezaïová (1/1)       | Wozniacká (1/3)      |
| 2011   | Wozniacká (2/3)    | Azarenková (2/6)     | Kvitová (1/3)        | A Radwańská (1/3)    |
| 2012   | Azarenková (3/6)   | Radwańská (2/3)      | S. Williamsová (1/6) | Azarenková (4/6)     |
| 2013   | Šarapovová (1/3)   | S. Williamsová (2/6) | S. Williamsová (3/6) | S. Williamsová (4/6) |
| 2014   | Pennettová (1/1)   | S. Williamsová (5/6) | Šarapovová (2/3)     | Šarapovová (3/3)     |
| 2015   | Halepová (1/3)     | S. Williamsová (6/6) | Kvitová (2/3)        | Muguruzaová (1/1)    |
| 2016   | Azarenková (5/6)   | Azarenková (6/6)     | Halepová (2/3)       | Radwańská (3/3)      |
| 2017   | Vesninová (1/1)    | Kontaová (1/1)       | Halepová (3/3)       | Garciaová (1/1)      |
| 2018   | Ósakaová (1/2)     | Stephensová (1/1)    | Kvitová (3/3)        | Wozniacká (3/3)      |
| 2019   | Andreescuová (1/1) | Bartyová (1/1)       | Bertensová (1/1)     | Ósakaová (2/2)       |
| 2020   | zrušeno            | zrušeno              | zrušeno              | zrušeno              |

### Premier 5
| Sezóna | Dubaj                | Dauhá                  | Řím                  | Toronto/Montréal     | Cincinnati           | Tokio            | Wu-chan              |
| ------ | -------------------- | ---------------------- | -------------------- | -------------------- | -------------------- | ---------------- | -------------------- |
| 2009   | V. Williamsová (1/3) | nehráno                | Safinová (1/1)       | Dementěvová (1/1)    | Jankovićová (1/1)    | Šarapovová (1/5) | nehráno              |
| 2010   | V. Williamsová (2/3) | nehráno                | Martínezová (1/1)    | Wozniacká (1/3)      | Clijstersová (1/1)   | Wozniacká (2/3)  | nehráno              |
| 2011   | Wozniacká (3/3)      | jako Premier 700       | Šarapovová (2/5)     | S. Williamsová (1/7) | Šarapovová (3/5)     | Radwańská (1/2)  | nehráno              |
| 2012   | jako Premier 700     | Azarenková (1/4)       | Šarapovová (4/5)     | Kvitová (1/5)        | Li (1/1)             | Petrovová (1/1)  | nehráno              |
| 2013   | jako Premier 700     | Azarenková (2/4)       | S. Williamsová (2/7) | S. Williamsová (3/7) | Azarenková (3/4)     | Kvitová (2/5)    | nehráno              |
| 2014   | jako Premier 700     | Halepová (1/5)         | S. Williamsová (4/7) | Radwańská (2/2)      | S. Williamsová (5/7) | jako Premier 700 | Kvitová (3/5)        |
| 2015   | Halepová (2/5)       | jako Premier 700       | Šarapovová (5/5)     | Bencicová (1/2)      | S. Williamsová (6/7) | jako Premier 700 | V. Williamsová (3/3) |
| 2016   | jako Premier 700     | Suárez Navarrová (1/1) | S. Williamsová (7/7) | Halepová (3/5)       | Ka. Plíšková (1/2)   | jako Premier 700 | Kvitová (4/5)        |
| 2017   | Svitolinová (1/4)    | jako Premier 700       | Svitolinová (2/4)    | Svitolinová (3/4)    | Muguruzaová (1/1)    | jako Premier 700 | Garciaová (1/1)      |
| 2018   | jako Premier 700     | Kvitová (5/5)          | Svitolinová (4/4)    | Halepová (4/5)       | Bertensová (1/1)     | jako Premier 700 | Sabalenková (1/3)    |
| 2019   | Bencicová (2/2)      | jako Premier 700       | Ka. Plíšková (2/2)   | Andreescuová (1/1)   | Keysová (1/1)        | jako Premier 700 | Sabalenková (2/3)    |
| 2020   | jako Premier 700     | Sabalenková (3/3)      | Halepová (5/5)       | zrušeno              | Azarenková (4/4)     | jako Premier 700 | zrušeno              |

### Premier 700

#### Brisbane–Dubaj
| Sezóna | Brisbane             | Sydney            | Adelaide       | Paříž                 | Antverpy          | Petrohrad           | Dauhá              | Dubaj                |
| ------ | -------------------- | ----------------- | -------------- | --------------------- | ----------------- | ------------------- | ------------------ | -------------------- |
| 2009   | jako International   | Dementěvová (1/3) | nehráno        | Mauresmová (1/1)      | exhibice          | nehráno             | nehráno            | jako Premier 5       |
| 2010   | jako International   | Dementěvová (2/3) | nehráno        | Dementěvová (3/3)     | exhibice          | nehráno             | nehráno            | jako Premier 5       |
| 2011   | jako International   | Li (1/1)          | nehráno        | Kvitová (1/11)        | exhibice          | nehráno             | Zvonarevová (1/1)  | jako Premier 5       |
| 2012   | Kanepiová (1/2)      | Azarenková (3/4)  | nehráno        | Kerberová (1/7)       | exhibice          | nehráno             | jako Premier 5     | Radwańská (2/6)      |
| 2013   | S. Williamsová (4/7) | Radwańská (4/6)   | nehráno        | Barthelová (1/1)      | exhibice          | nehráno             | jako Premier 5     | Kvitová (3/11)       |
| 2014   | S. Williamsová (6/7) | Pironkovová (1/1) | nehráno        | Pavljučenkovová (1/2) | exhibice          | nehráno             | jako Premier 5     | V. Williamsová (1/1) |
| 2015   | Šarapovová (4/4)     | Kvitová (5/11)    | nehráno        | nehráno               | Petkovicová (2/2) | turnaj ITF          | Šafářová (1/1)     | jako Premier 5       |
| 2016   | Azarenková (4/4)     | Kuzněcovová (4/5) | nehráno        | nehráno               | nehráno           | Vinciová (1/1)      | jako Premier 5     | Erraniová (1/1)      |
| 2017   | Ka. Plíšková (1/9)   | Kontaová (2/2)    | nehráno        | nehráno               | nehráno           | Mladenovicová (1/1) | Ka. Plíšková (2/9) | jako Premier 5       |
| 2018   | Svitolinová (1/2)    | Kerberová (7/7)   | nehráno        | nehráno               | nehráno           | Kvitová (8/11)      | jako Premier 5     | Svitolinová (2/2)    |
| 2019   | Ka. Plíšková (6/9)   | Kvitová (10/11)   | nehráno        | nehráno               | nehráno           | Bertensová (2/3)    | Mertensová (1/1)   | jako Premier 5       |
| 2020   | Ka. Plíšková (9/9)   | nehráno           | Bartyová (2/2) | nehráno               | nehráno           | Bertensová (3/3)    | jako Premier 5     | Halepová (3/3)       |

#### Charleston – Los Angeles
| Sezóna | Charleston           | Stuttgart          | Varšava           | Brusel           | Birmingham         | Berlín  | Eastbourne         | Stanford/San José    | Los Angeles       |
| ------ | -------------------- | ------------------ | ----------------- | ---------------- | ------------------ | ------- | ------------------ | -------------------- | ----------------- |
| 2009   | Lisická (1/1)        | Kuzněcovová (1/5)  | Dulgheruová (1/2) | nehráno          | jako International | nehráno | Wozniacká (1/10)   | Bartoliová (1/2)     | Pennettaová (1/1) |
| 2010   | Stosurová (1/2)      | Heninová (1/1)     | Dulgheruová (2/2) | nehráno          | jako International | nehráno | Makarovová (1/1)   | Azarenková (1/4)     | nehráno           |
| 2011   | Wozniacká (4/10)     | Görgesová (1/2)    | nehráno           | Wozniacká (5/10) | jako International | nehráno | Bartoliová (2/2)   | S. Williamsová (1/7) | nehráno           |
| 2012   | S. Williamsová (2/7) | Šarapovová (1/4)   | nehráno           | Radwańská (3/6)  | jako International | nehráno | Paszeková (1/1)    | S. Williamsová (3/7) | nehráno           |
| 2013   | S. Williamsová (5/7) | Šarapovová (2/4)   | nehráno           | Kanepiová (2/2)  | jako International | nehráno | Vesninová (1/1)    | Cibulková (3/4)      | nehráno           |
| 2014   | Petkovicová (1/2)    | Šarapovová (3/4)   | nehráno           | nehráno          | Ivanovićová (1/2)  | nehráno | Keysová (1/4)      | S. Williamsová (7/7) | nehráno           |
| 2015   | Kerberová (2/7)      | Kerberová (3/7)    | nehráno           | nehráno          | Kerberová (4/7)    | nehráno | Bencicová (1/2)    | Kerberová (5/7)      | nehráno           |
| 2016   | Stephensová (1/1)    | Kerberová (6/7)    | nehráno           | nehráno          | Keysová (2/4)      | nehráno | Cibulková (4/4)    | Kontová (1/2)        | nehráno           |
| 2017   | Kasatkinová (1/2)    | Siegemundová (1/1) | nehráno           | nehráno          | Kvitová (7/11)     | nehráno | Ka. Plíšková (3/9) | Keysová (3/4)        | nehráno           |
| 2018   | Bertensová (1/3)     | Ka. Plíšková (4/9) | nehráno           | nehráno          | Kvitová (9/11)     | nehráno | Wozniacká (10/10)  | Buzărnescuová (1/1)  | nehráno           |
| 2019   | Keysová (4/4)        | Kvitová (11/11)    | nehráno           | nehráno          | Bartyová (1/2)     | nehráno | Ka. Plíšková (7/9) | Čeng S-s (1/1)       | nehráno           |
| 2020   | zrušeno              | zrušeno            | nehráno           | nehráno          | WTA International  | zrušeno | zrušeno            | zrušeno              | nehráno           |

#### San Diego/Carlsbad – Moskva
| Sezóna | San Diego/Carlsbad | New Haven         | Čeng-čou           | Tokio              | Ostrava           | Moskva                |
| ------ | ------------------ | ----------------- | ------------------ | ------------------ | ----------------- | --------------------- |
| 2009   | nehráno            | Wozniacká (2/10)  | nehráno            | jako Premier 5     | nehráno           | Schiavoneová (1/1)    |
| 2010   | Kuzněcovová (2/5)  | Wozniacká (3/10)  | nehráno            | jako Premier 5     | nehráno           | Azarenková (2/4)      |
| 2011   | Radwańská (1/6)    | Wozniacká (6/10)  | nehráno            | jako Premier 5     | nehráno           | Cibulková (1/4)       |
| 2012   | Cibulková (2/4)    | Kvitová (2/11)    | nehráno            | jako Premier 5     | nehráno           | Wozniacká (7/10)      |
| 2013   | Stosurová (2/2)    | Halepová (1/3)    | nehráno            | jako Premier 5     | nehráno           | Halepová (2/3)        |
| 2014   | nehráno            | Kvitová (4/11)    | turnaj ITF         | Ivanovicová (2/2)  | nehráno           | Pavljučenkovová (2/2) |
| 2015   | turnaj WTA 125K    | Kvitová (6/11)    | turnaj ITF         | Radwańská (5/6)    | nehráno           | Kuzněcovová (3/5)     |
| 2016   | nehráno            | Radwańská (6/6)   | turnaj ITF         | Wozniacká (8/10)   | nehráno           | Kuzněcovová (5/5)     |
| 2017   | nehráno            | Gavrilovová (1/1) | turnaj WTA 125K    | Wozniacká (9/10)   | nehráno           | Görgesová (2/2)       |
| 2018   | nehráno            | Sabalenková (1/1) | turnaj WTA 125K    | Ka. Plíšková (5/9) | nehráno           | Kasatkinová (2/2)     |
| 2019   | nehráno            | nehráno           | Ka. Plíšková (8/9) | Ósakaová (1/1)     | nehráno           | Bencicová (2/2)       |
| 2020   | nehráno            | nehráno           | zrušeno            | zrušeno            | Sabalenková (2/2) | zrušeno               |

## Vítězky dvouhry podle titulů a států

### Vítězky podle titulů
| Tenistka                             | Mandatory | Premier 5 | Premier | Celkem |
| ------------------------------------ | --------- | --------- | ------- | ------ |
| Serena Williamsová (USA)             | ●         | ●         | ●       | 20     |
| Petra Kvitová (CZE)                  | ●         | ●         | ●       | 19     |
| Caroline Wozniacká (DEN)             | ●         | ●         | ●       | 16     |
| Viktoria Azarenková (BLR)            | ●         | ●         | ●       | 14     |
| Maria Šarapovová (RUS)               | ●         | ●         | ●       | 12     |
| Agnieszka Radwańská (POL)            | ●         | ●         | ●       | 11     |
| Simona Halepová (ROU)                | ●         | ●         | ●       | 11     |
| Karolína Plíšková (CZE)              |           | ●         | ●       | 11     |
| Elina Svitolinová (UKR)              |           | ●         | ●       | 8      |
| Angelique Kerberová (GER)            |           |           | ●       | 7      |
| Světlana Kuzněcovová (RUS)           | ●         |           | ●       | 6      |
| Kiki Bertensová (NED)                | ●         | ●         | ●       | 5      |
| Aryna Sabalenková (BLR)              |           | ●         | ●       | 5      |
| Madison Keysová (USA)                |           | ●         | ●       | 5      |
| Dominika Cibulková (SVK)             |           |           | ●       | 4      |
| Venus Williamsová (USA)              |           | ●         | ●       | 4      |
| Belinda Bencicová (SUI)              |           | ●         | ●       | 4      |
| Jelena Dementěvová (RUS)             |           | ●         | ●       | 4      |
| Ashleigh Bartyová (AUS)              | ●         |           | ●       | 3      |
| Naomi Ósakaová (JPN)                 | ●         |           | ●       | 3      |
| Johanna Kontaová (GBR)               | ●         |           | ●       | 3      |
| Bianca Andreescuová (CAN)            | ●         | ●         |         | 2      |
| Kim Clijstersová (BEL)               | ●         | ●         |         | 2      |
| Caroline Garciaová (FRA)             | ●         | ●         |         | 2      |
| Jelena Jankovićová (SRB)             | ●         | ●         |         | 2      |
| Garbiñe Muguruzaová (ESP)            | ●         | ●         |         | 2      |
| Dinara Safinová (RUS)                | ●         | ●         |         | 2      |
| Flavia Pennettaová (ITA)             | ●         |           | ●       | 2      |
| Sloane Stephensová (USA)             | ●         |           | ●       | 2      |
| Jelena Vesninová (RUS)               | ●         |           | ●       | 2      |
| Věra Zvonarevová (RUS)               | ●         |           | ●       | 2      |
| Li Na (CHN)                          |           | ●         | ●       | 2      |
| Marion Bartoliová (FRA)              |           |           | ●       | 2      |
| Alexandra Dulgheruová (ROU)          |           |           | ●       | 2      |
| Julia Görgesová (GER)                |           |           | ●       | 2      |
| Ana Ivanovićová (SRB)                |           |           | ●       | 2      |
| Kaia Kanepiová (EST)                 |           |           | ●       | 2      |
| Darja Kasatkinová (RUS)              |           |           | ●       | 2      |
| Anastasija Pavljučenkovová (RUS)     |           |           | ●       | 2      |
| Andrea Petkovicová (GER)             |           |           | ●       | 2      |
| Samantha Stosurová (AUS)             |           |           | ●       | 2      |
| Aravane Rezaïová (FRA)               | ●         |           |         | 1      |
| María José Martínez Sánchezová (ESP) |           | ●         |         | 1      |
| Naděžda Petrovová (RUS)              |           | ●         |         | 1      |
| Carla Suárez Navarrová (ESP)         |           | ●         |         | 1      |
| Mona Barthelová (GER)                |           |           | ●       | 1      |
| Mihaela Buzărnescuová (ROU)          |           |           | ●       | 1      |
| Čeng Saj-saj (CHN)                   |           |           | ●       | 1      |
| Sara Erraniová (ITA)                 |           |           | ●       | 1      |
| Darja Gavrilovová (AUS)              |           |           | ●       | 1      |
| Justine Heninová (BEL)               |           |           | ●       | 1      |
| Sabine Lisická (GER)                 |           |           | ●       | 1      |
| Jekatěrina Makarovová (RUS)          |           |           | ●       | 1      |
| Amélie Mauresmová (FRA)              |           |           | ●       | 1      |
| Elise Mertensová (BEL)               |           |           | ●       | 1      |
| Kristina Mladenovicová (FRA)         |           |           | ●       | 1      |
| Tamira Paszeková (AUT)               |           |           | ●       | 1      |
| Cvetana Pironkovová (BUL)            |           |           | ●       | 1      |
| Francesca Schiavoneová (ITA)         |           |           | ●       | 1      |
| Laura Siegemundová (GER)             |           |           | ●       | 1      |
| Lucie Šafářová (CZE)                 |           |           | ●       | 1      |
| Roberta Vinciová (ITA)               |           |           | ●       | 1      |

### Tituly podle států
| Stát               | Mandatory | Premier 5 | Premier | Celkem |
| ------------------ | --------- | --------- | ------- | ------ |
| Rusko              | ●         | ●         | ●       | 34     |
| USA                | ●         | ●         | ●       | 31     |
| Česko              | ●         | ●         | ●       | 31     |
| Bělorusko          | ●         | ●         | ●       | 19     |
| Dánsko             | ●         | ●         | ●       | 16     |
| Rumunsko           | ●         | ●         | ●       | 14     |
| Německo            |           |           | ●       | 14     |
| Polsko             | ●         | ●         | ●       | 11     |
| Francie            | ●         | ●         | ●       | 7      |
| Austrálie          | ●         |           | ●       | 6      |
| Ukrajina           |           | ●         | ●       | 6      |
| Nizozemsko         | ●         | ●         | ●       | 5      |
| Itálie             | ●         |           | ●       | 5      |
| Španělsko          | ●         | ●         |         | 4      |
| Belgie             | ●         | ●         | ●       | 4      |
| Srbsko             | ●         | ●         | ●       | 4      |
| Švýcarsko          |           | ●         | ●       | 4      |
| Slovensko          |           |           | ●       | 4      |
| Japonsko           | ●         |           | ●       | 3      |
| Spojené království | ●         |           | ●       | 3      |
| Čína               |           | ●         | ●       | 3      |
| Estonsko           |           |           | ●       | 2      |
| Kanada             | ●         | ●         |         | 2      |
| Bulharsko          |           |           | ●       | 1      |
| Rakousko           |           |           | ●       | 1      |